# Mána þáttr skálds
Mána þáttr skálds (La historia de Máni el poeta) es una historia corta islandesa (þáttr) que se conserva en la saga de Sverre (manuscrito AM 327 4°) y trata de un periodo de la vida de Máni, un escaldo de la corte noble de Magnus V de Noruega. También se conoce la obra como Mána þáttr Íslendings.

## Sinopsis
A su regreso de Roma, Máni se presenta al rey Magnúss con apariencia de un mendigo y le pide que recite un poema. Máni escoge Útfarardrápa de Halldórr skvaldri que evoca a Sigurd el Cruzado, abuelo de Magnúss y la cita es muy apreciada. A continuación improvisa dos estrofas sobre el rey que provoca hilaridad y es así como entra a formar parte del séquito real.